# ريو باردو
ريو باردو (بالبرتغالية: Rio Pardo‏)؛ بلدية في ولاية ريو غراندي دو سول في جنوب البرازيل. يبلغ عدد سكانها 38,934 نسمة بحسب تقديرات عام 2015، في حين تصل مساحة البلدة إلى 2051 كيلومتر مربع.